# A denevér
A denevér (németül Die Fledermaus) ifj. Johann Strauss háromfelvonásos operettje. Szövegkönyvét Carl Hafner és Richard Genée írta Julius Roderich Benedix Das Gefängnis (A börtön) című színdarabja, valamint Henri Meilhac és Ludovic Halévy Le réveillon című vígjátéka alapján. Ősbemutatójára 1874. április 5-én került sor a bécsi Theater an der Wienben. A budapesti Népszínházban néhány évvel később, majd az Operaházban 1895. május 10-én mutatták be.

## Szereplői
| Szereplő                            | Hangfekvés              |
| ----------------------------------- | ----------------------- |
| Eisenstein báró                     | tenor                   |
| Rosalinda, a felesége               | szoprán                 |
| Adél, Rosalinda szobalánya          | szoprán                 |
| Ida, Adele nővére                   | szoprán                 |
| Alfréd, énekes, Rosalinda csodálója | tenor                   |
| Frank, börtönigazgató               | bariton                 |
| Dr. Falke, a báró barátja           | bariton                 |
| Blind, a báró ügyvédje              | tenor                   |
| Frosch, börtönőr                    | beszélő szerep          |
| Orlovszky herceg                    | mezzoszoprán vagy tenor |

## Cselekmény
- Helyszín: Bécs
- Idő: 1870 táján

### Első felvonás
- Helyszín: Eisenstein lakásán

Adél, Eisensteinék szobalánya takarít, közben az udvarról ének hangzik fel. A postás jön, levelet hoz Adélnak és ő mindjárt olvassa is. A levélben nővére, aki – mint a balettkar tagja – meghívót kapott Orlovszky herceg mai estélyére, húgát is hívja, hogy tartson vele. A szobalányt bosszantja az udvari énekes, különösen mikor megérti a dal szövegéből, hogy a szerenád nem is neki, hanem úrnőjének, Rosalindának szól. Dühösen megy ki, hogy elzavarja a hívatlan dalnokot. Ezalatt siet be izgatottan Rosalinda, aki az énekesben felismeri Alfrédot, régi imádóját. A szobalány persze kimenőt kér, hogy elmehessen a herceg estélyére, úrnője azonban nem engedi el. Hiszen nem maradhat egyedül, amikor férje ma este kezdi meg nyolc napos fogházbüntetését, amit egy törvényszéki jegyző tettleges inzultálásáért kapott. Adél durcásan távozik. Ekkor toppan be Alfréd és kierőszakolja Rosalindától, hogy este, miután a férje fogházba vonul, feljöhessen hozzá. A visszatérő Adélnak úrnője most már engedélyezi az imént megtagadott kimenőt. Hazaérkezik a férj, dühösen, ügyvédjével veszekedve, mert az eredetileg ötnapos büntetést, a védőbeszéd után a bíróság nyolc napra emelte fel. Miután a fiskálist szinte tettlegesen kidobja, barátja, Falke jön búcsúzni. Kárörvendve gratulál a nyolcnapi fogházhoz, és amikor felesége kimegy – hiszen valójában azért is jött ide –, gyorsan rábeszéli barátját, hogy a büntetés megkezdését halassza reggelre, ma este pedig jöjjön még el vele a pazarló világfi, Orlovszky herceg estélyére, ahol őt mint Renard márkit fogja bemutatni. Ebben a két jóbarát meg is állapodik. Eisenstein ezután érzékeny búcsút vesz nejétől.
Az asszony csodálkozik ugyan, hogy férje estélyi öltözetben vonul a börtönbe, de nem sokat törődik vele, hiszen édes légyottra várja Alfrédot, a tenoristát. Ez rövidesen meg is érkezik, rögtön otthonossá teszi magát a lakásban, még a férj házikabátját is felveszi, majd asztalhoz ül, s inni kezd, sőt be is csíp kissé vacsora közben. S így, mikor később Frank fogházigazgató személyesen jön Eisensteinért – akit persze nem ismer –, udvarias invitálásra kénytelen elvállalni a férj szerepét - csókkal búcsúzik „feleségecskéjétől” és engedelmesen vonul a börtönbe, nehogy komprommittálja imádottját, Rosalindát.

### Második felvonás
- Helyszín: Orlovszky palotájában

Pazar estély a dúsgazdag orosz herceg, Orlovszky palotájában. Megérkezik Adél, úrnőjének „kölcsönvett” estélyi ruhájában, nővérének, Idának legnagyobb meglepetésére, aki ugyan mit sem tud az állítólagos meghívásról, de ha már itt van, majd bemutatja őt a társaságnak, mint színinövendéket. A hercegnek közben Falke megsúgja, hogy Adél szobalány, és egyik főszereplője lesz annak a tréfának, amelyet a „Denevér bosszúja” cím alatt ő rendez a herceg szórakoztatására. Többet egyelőre nem árul el. Nemsokára megérkezik Eisenstein is mint Renard márki, majd Frank fogházigazgató, akit Falke mint Chagrin lovagot mutat be a társaságnak. Eisenstein rövidesen életre-halálra udvarolni kezd a csinos „színinövendéknek” s – úgy találja – megszólalásig hasonlít a szobalányára. Adél persze megjátssza a sértődött „művésznőt”.
Falke még Rosalindát is, Eisenstein feleségét is meghívta, aki el is jön az estélyre, mint álarcos magyar grófnő és megdöbbenve fedezi fel férjét, amint az éppen a szobalányának udvarol.
Eisenstein utóbb a titokzatos magyar grófnőnek is udvarolni kezd, de ezúttal pórul jár egy kissé, mert a „grófnő” elcseni tőle zenélő zsebóráját, mellyel eddig még minden nőt meghódított.
Mindenkit érdekel az álarcos grófnő, s ő, hogy magyar voltát bebizonyítsa, egy magyar dalba kezd.
A vendégek most megkérik Falkét, mesélje el a társaságnak, miért is gúnyolják őt doktor Denevérnek. A tréfát azonban nem ő, a tréfa szenvedő hőse, hanem annak értelmi szerzője, Eisenstein meséli el. Pár évvel ezelőtt együtt voltak meghívva egy álarcosbálba, ahol Falke denevérkosztümben jelent meg. Eisenstein leitatta barátját, és amikor hazafelé mentek, a város egyik nyilvános parkjában kitette a kocsiból az alvó Falkét, aki reggel felébredve, denevérkosztümben volt kénytelen az utca közönségének harsány hahotázása közepette hazamenni. A társaság kérdésére, hogy miért nem állt bosszút ezért, Falke titokzatos mosollyal csak annyit felel, hogy ami késik, nem múlik. A mulatság folyik tovább. A hangulat egyre emelkedik. És a vendégek még akkor is nehezen gondolnak a távozásra, amikor az órák hatot ütnek. Eisenstein indul a fogházba, az erősen pityókás Frank fogházigazgató pedig a hivatalába – ugyanoda.

### Harmadik felvonás
- Helyszín: A fogházigazgató irodájában.

Hajnal a fogházban. Frosch fogházőr – a sligovica pálinka hűséges barátja – éppen takarít, amikor megérkezik a kapatos Frank igazgató. Frosch jelenti neki: hogy az este behozott Eisenstein védőügyvédet kíván, mert nem tudja, miért került ide. Ekkor jön Ida és Adél, hogy „Chagrin lovag úr” pártfogását kérjék Adél kiképeztetéséhez a színi pályára.
Megszólal a csengő, mire az igazgató gyorsan el akarja tüntetni a két nőt és Froschra bízza, hogy vezesse be őket egy másik helyiségbe. Ez minden további nélkül egy cellába zárja a csinos látogatókat. Bevonul az igazi Eisenstein is, hogy megkezdje fogházbüntetését és a két férfi kölcsönös meglepetésre felismeri egymásban a tegnapi estélyen megismert új barátot. Frank nem akarja elhinni, hogy barátja azonos Eisensteinnel, hiszen azt ő előző este sajátkezűleg hozta be felesége mellől a fogházba. Eisenstein sem hiszi, hogy az ő Chagrin barátja azonos Frank fogházigazgatóval. Kétségeit Frosch oszlatja el, aki hivatalos ügyben kihívta gazdáját. Ekkor döbben csak rá, hogy itt valami nincs rendben. Az éppen megérkező Blind ügyvédtől elszedi annak ruháját és pápaszemét, hogy így végére járjon a bonyodalomnak és megnézhesse alaposan a rabot, akit az este helyette az ő lakásából behoztak. Amíg kimennek a ruhacserét lebonyolítani, Frosch elővezeti Alfrédot, hogy a fogoly beszélhessen védőjével. Megérkezik Rosalinda és itt találja a „tenoristát”. Elpanaszolja neki, hogy férje hűtlen hozzá, az elmúlt éjjel is idegen nőkkel mulatott. Ekkor lép be Blind ügyvéd képében a férj, akitől tanácsot kérnek, hogyan lehetne Eisenstein gyanúját eloszlatni. Az álügyvéd erre leleplezi magát és a két férfi már majdnem ölre megy, amikor Rosalinda előveszi az éjszaka elcsent bűvös órát, mint férje hűtlenkedésének nyilvánvaló bűnjelét. Erre aztán a megszeppent Eisenstein is leszáll a magas lóról.
Szinte végszóra nyílik az ajtó és belép Orlovszky herceggel és Falkéval az élén a tegnapi báli társaság. Elmondják, hogy az egész a „denevér” bosszúja volt.
Minden rendbejön, Rosalinda megbocsát férjének, odaajándékozza a „kölcsönvett” estélyi ruhát Adélnak, akit ezentúl majd a herceg pártfogol.

## Jelentősebb lemezfelvételek
| Év   | Szereplők (Eisenstein, Rosalinda, Adél, Alfréd, Orlovszky)                                  | Karmester, Operaház és Zenekar                                        | Kiadó                                                 |
| ---- | ------------------------------------------------------------------------------------------- | --------------------------------------------------------------------- | ----------------------------------------------------- |
| 1949 | Julius Patzak, Anny Schlemm, Rita Streich, Helmut Krebs, Anneliese Müller                   | Fricsay Ferenc                                                        |                                                       |
| 1950 | Julius Patzak, Hilde Gueden, Wilma Lipp, Anton Dermota, Sieglinde Wagner                    | Clemens Krauss                                                        |                                                       |
| 1955 | Nicolai Gedda, Elisabeth Schwarzkopf, Rita Streich, Helmut Krebs, Rudolf Christ             | Herbert von Karajan                                                   |                                                       |
| 1960 | Waldemar Kmentt, Hilde Gueden, Erika Köth, Giuseppe Zampieri, Regina Resnik                 | Herbert von Karajan                                                   |                                                       |
| 1971 | Eberhard Wächter, Gundula Janowitz, Renate Holm, Waldemar Kmentt, Wolfgang Windgassen       | Karl Böhm                                                             |                                                       |
|      | Nicolai Gedda, Anneliese Rothenberger, Renate Holm, Adolf Dallapozza, Brigitte Fassbaender  | Willi Boskovsky                                                       |                                                       |
| 1974 | Robert Stolz, Rudolf Schock, Wilma Lipp, Renate Holm, Cesare Curzi, Elisabeth Steiner       | Robert Stolz                                                          |                                                       |
| 1976 | Hermann Prey, Várady Júlia, Lucia Popp, René Kollo, Ivan Rebroff                            | Carlos Kleiber                                                        |                                                       |
| 1986 | Peter Seiffert, Lucia Popp, Eva Lind, Plácido Domingo Agnes Baltsa                          | Plácido Domingo (Studio) Munich Radio Orchestra Bavarian Radio Chorus | Audio CD: Angel Cat: 47480 Audio CD: EMI Cat: 47480-8 |
| 1987 | Werner Hollweg, Edita Gruberová, Barbara Bonney, Josef Protschka, Marjana Lipovsek          | Nikolaus Harnoncourt                                                  |                                                       |
| 1990 | Wolfgang Brendel, Dame Kiri Te Kanawa, Edita Gruberová, Richard Leech, Brigitte Fassbaender | André Previn                                                          |                                                       |

## Filmadaptációk
| Év   | Ország                    | Megjegyzések                    | Rendező                              | Eisenstein                           | Rosalinda                        | Adél                             | Orlovszky            | Frosch                             |
| ---- | ------------------------- | ------------------------------- | ------------------------------------ | ------------------------------------ | -------------------------------- | -------------------------------- | -------------------- | ---------------------------------- |
| 1917 | Németország               | Das Fidele Gefängnis (némafilm) | Ernst Lubitsch                       | Harry Liedtke (Alex von Reizenstein) | Kitty Dewall (Alice, a felesége) | Agda Nielson (Mizi, a szobalány) |                      | Emil Jannings (Quabbe, a börtönőr) |
| 1923 | Németország               | (némafilm)                      | Max Mack                             | Harry Liedtke                        | Eva May                          | Putty Lia (Lya De Putti)         | –?–                  | –?–                                |
| 1931 | Franciaország/Németország |                                 | Carl Lamac                           | –?–                                  | –?–                              | –?–                              | –?–                  | –?–                                |
| 1933 | Németország               | Waltz Time                      | Wilhelm Thiele                       | Fritz Schulz                         | Evelyn Laye                      | Gina Malo                        | George Baker         | Jay Laurier                        |
| 1937 | Németország               | Denevér                         | -?-                                  | –?–                                  | –?–                              | –?–                              | –?–                  | –?–                                |
| 1946 | Németország               | Denevér                         | Bolváry Géza                         | Johannes Heesters                    | Marte Harell                     | Dorit Kreysler                   | Siegfried Breuer     | Josef Egger                        |
| 1955 | Egyesült Királyság        | Oh... Rosalinda!!               | Michael Powell és Emeric Pressburger | Michael Redgrave                     | Ludmilla Tchérina                | Anneliese Rothenberger           | Anthony Quayle       | Oskar Sima                         |
| 1955 | Kelet-Németország         | Rauschende Melodien             | E. W. Fiedler                        | Erich Arnold                         | Jarmila Ksirová                  | Sonja Schöner                    | Gerd Frickhöffer     | Josef Egger                        |
| 1959 | Nyugat-Németország        | TV-film                         | Kurt Wilhelm                         | Friedrich Schoenfelder               | –?–                              | –?–                              | –?–                  | –?–                                |
| 1962 | Ausztria                  | Denevér                         | Cziffra Géza                         | Peter Alexander                      | Marianne Koch                    | Rökk Marika                      | Boy Gobert           | Hans Moser                         |
| 1968 | Dánia                     | Flagermusen                     | John Price                           | Poul Reichhardt                      | Birgitte Bruun                   | Ellen Winther                    | Susse Wold           | Buster Larsen                      |
| 1972 | Nyugat-Németország        |                                 | Otto Schenk                          | Eberhard Wächter                     | Gundula Janowitz                 | Renate Holm                      | Wolfgang Windgassen  | Otto Schenk                        |
| 1979 | Szovjetunió               | Летучая Мышь                    | Yan Frid                             | Yuri Solomin                         | Lyudmila Maksakova               | Larisa Udovichenko               | Yuri Vasilyev        | Ivan Lyubeznov                     |
| 1984 | Egyesült Királyság        | TV-film                         | Humphrey Burton                      | Hermann Prey                         | Kiri Te Kanawa                   | Hildegard Heichele               | Doris Soffel         | Josef Meinrad                      |
| 1986 | Nyugat-Németország        |                                 | Otto Schenk                          | Eberhard Wächter                     | Pamela Coburn                    | Janet Perry                      | Brigitte Fassbaender | Franz Muxeneder                    |
| 1988 | Magyarország              | Johann Strauss: A denevér       | Szinetár Miklós                      | Csurja Tamás                         | Kukely Júlia                     | Csonka Zsuzsanna                 | Hamari Júlia         | Koltai Róbert                      |
| 1990 | Egyesült Királyság        |                                 | Humphrey Burton                      | Louis Otey                           | Nancy Gustafson                  | Judith Howarth                   | Jochen Kowalski      | John Sessions                      |
| 1997 | Ausztrália                |                                 | Lindy Hume                           | Anthony Warlow                       | Gillian Sullivan                 | Amelia Farrugia                  | Suzanne Johnston     | Geoff Kelso                        |
| 2001 | Franciaország             | La chauve-souris                | Don Kent                             | Christoph Homberger                  | Mireille Delunsch                | Malin Hartelius                  | David Moss           | Elisabeth Trissenaar               |